# NGC 3324
NGC 3324 е разсеян звезден куп в мъглявината NGC 3372 в съзвездието Кил.
Представлява област на активно образуване на звезди. В звездния куп се намира звездата Ета Кил.